# 柯氏星灯鱼
柯氏星灯鱼（学名：Gonichthys coccoi）为輻鰭魚綱燈籠魚目灯笼鱼科星灯鱼属的鱼类。分布于大西洋、印度洋、太平洋以及海等，常生活于广泛生活在热带和亚热带海洋，屬深海魚類，棲息深度0-1000公尺，體長可達6公分。该物种的模式产地在意大利的墨西拿。